# Sigbjørn Johnson
Sigbjørn Johnsen (født 1. oktober 1950 i Lillehammer) er en norsk politiker fra Arbeiderpartiet. Han har siden 2009 været Norges finansminister.
Han blev valgt til Stortinget fra Hedmark første gang i 1977, efter at have været supleant fra 1973 og fast mødende for Odvar Nordli siden 1976. Johnsen var for første gang finansminister mellem 1990 og 1996. Den 20. oktober 2009 blev han igen udpeget til ny finansminister i Regeringen Jens Stoltenberg II. I perioden 1997-2009 var han amtmand i Hedmark.
Han har været medlem af, og ledet, en række offentlige udvalg, deriblandt Pensionskommissionen. 
Johnsen er opvokset i Stavsjø i Nes i Hedmark, og er i dag bosat i Brumunddal. Han har været bestyrelsesformand i den norske afdeling af SOS-børnebyer siden 2004.
Johnsen blev udnævnt til ny bestyrelsesformand i Norsk Tipping AS af Kultur- og kirkeministeriet 21. maj 2008. 

## Ekstern henvisning
- Stortinget.no – Biografi